# Simple hommes SU5 de badminton aux Jeux paralympiques d'été de 2024
Navigation
Tokyo 2020
Le simple hommes SU5 de badminton aux Jeux paralympiques d'été de 2024 se déroule du 29 août au 2 septembre 2024 à l'Arena Porte de la Chapelle, en France. Il s’agit de la deuxième apparition de l’épreuve aux Jeux paralympiques d'été.
Lors de l'édition précédente à Tokyo en 2020, la compétition est remportée par le malaisien Liek Hou Cheah.

## Organisation

### Lieu de la compétition
Le tournoi paralympiques de badminton a lieu à l'arena Porte de la Chapelle, située dans le 18e arrondissement de Paris, en France. Construit spécialement pour les Jeux, ce complexe polyvalent peut accueillir jusqu'à 8 000 spectateurs.
Outre les épreuves de para badminton, le site accueillera également celles de l'haltérophilie et, lors des Jeux olympiques, les épreuves de badminton et de gymnastique rythmique.
| Paris 18e                  | \| Arena Porte de la Chapelle \| |
| Arena Porte de la Chapelle | \| Arena Porte de la Chapelle \| |
| Capacité: 8 000            | \| Arena Porte de la Chapelle \| |
| Site de la compétition.    | \| Arena Porte de la Chapelle \| |
| Arena Porte de la Chapelle |                                  |

### Classification
Les badistes reçoivent une classification en fonction du type et de l'ampleur de leur handicap,. Le système de classification permet de rivaliser avec les autres joueurs avec le même niveau de handicap.
Pour cette épreuve, les badistes sont catégorisés en SU5. Il s’agit de joueur debout membre supérieur (standing/upper limb impairment). L'athlète est limité dans la fonction de base du membre supérieur ou par l’absence du membre supérieur. La déficience peut concerner le « bras raquette » ou le « bras non-raquette » mais les critères sont différents.
Il existe également cinq autres catégorie détaillées dans le tableau suivant :
| Catégorie | Observations |
| --------- | --- |
| WH1       | Joueur assis en fauteuil roulant (wheelchair). L'athlète dispose d’un mauvais ou ne dispose pas d’équilibre du tronc. |
| WH2       | Joueur assis en fauteuil roulant (wheelchair). L'athlète dispose d’un équilibre du tronc normal ou proche de la normale. |
| SL3       | Joueur debout membre inférieur (standing/lower limb impairment minor). L'athlète marche ou court avec un boitement dû au handicap ou à l’absence de membre inférieur. |
| SL4       | Joueur debout membre inférieur (standing/lower limb impairment severe). L'athlète peut marcher avec une légère mou mais se déplace de manière fluide. |
| SU5       | Joueur debout membre supérieur (standing/upper limb impairment). L'athlète est limité dans la fonction de base du membre supérieur ou par l’absence du membre supérieur. La déficience peut concerner le « bras raquette » ou le « bras non-raquette » mais les critères sont différents. |
| SH6       | Joueur de petite taille (standing/short stature) (par exemple atteint d'achondroplasie). L'athlète doit entre autres mesurer au maximum 145 cm pour les hommes et 137 cm pour les femmes.                                                                                                 |

## Participants

### Nations participantes
| Afrique | Amériques | Asie   | Europe   | Océanie |
| ------- | --------- | ------ | -------- | ------- |
|         |           |        | - France |         |
| - pays  | - pays    | - pays | - pays   | - pays  |

## Médaillés
| Or                   | Argent              | Bronze                 |
| Liek Hou Cheah (MAS) | Suryo Nugroho (INA) | Dheva Anrimusthi (INA) |

## Résultats détaillés

### Phase de groupes

#### Groupe A
|   | Joueur                | Pts | MJ | G | P | SG | SP | PG  | PP  |
| - | --------------------- | --- | -- | - | - | -- | -- | --- | --- |
| 1 | Cheah Liek Hou (MAS)  | 3   | 3  | 3 | 0 | 6  | 0  | 126 | 65  |
| 2 | Suryo Nugroho (INA)   | 2   | 3  | 2 | 1 | 4  | 2  | 107 | 91  |
| 3 | Meril Loquette (FRA)  | 1   | 3  | 1 | 2 | 2  | 5  | 109 | 138 |
| 4 | Bartłomiej Mróz (POL) | 0   | 3  | 0 | 3 | 1  | 6  | 93  | 141 |

| Date    | Horaire | Joueur 1        | Score | Joueur 2        | Set 1 | Set 2 | Set 3 |
| ------- | ------- | --------------- | ----- | --------------- | ----- | ----- | ----- |
| 29 août | 9 h 55  | Suryo Nugroho   | 2–0   | Meril Loquette  | 21–13 | 21–13 |       |
| 29 août | 10 h 3  | Cheah Liek Hou  | 2–0   | Bartłomiej Mróz | 21–10 | 21–6  |       |
| 30 août | 20 h 34 | Bartłomiej Mróz | 0–2   | Suryo Nugroho   | 13–21 | 10–21 |       |
| 30 août | 22 h 58 | Cheah Liek Hou  | 2–0   | Meril Loquette  | 21–10 | 21–16 |       |
| 31 août | 21 h 3  | Bartłomiej Mróz | 1–2   | Meril Loquette  | 21–15 | 19–21 | 14–21 |
| 31 août | 21 h 19 | Cheah Liek Hou  | 2–0   | Suryo Nugroho   | 21–10 | 21–13 |       |

#### Groupe B
|   | Joueur                      | Pts | MJ | G | P | SG | SP | PG  | PP  |
| - | --------------------------- | --- | -- | - | - | -- | -- | --- | --- |
| 1 | Muhammad Fareez Anuar (MAS) | 3   | 3  | 3 | 0 | 6  | 2  | 157 | 146 |
| 2 | Dheva Anrimusthi (INA)      | 2   | 3  | 2 | 1 | 5  | 2  | 143 | 120 |
| 3 | Taiyo Imai (JPN)            | 1   | 3  | 1 | 2 | 3  | 5  | 144 | 152 |
| 4 | Fang Jen-yu (TPE)           | 0   | 3  | 0 | 3 | 1  | 6  | 115 | 141 |

| Date    | Horaire | Joueur 1              | Score | Joueur 2              | Set 1 | Set 2 | Set 3 |
| ------- | ------- | --------------------- | ----- | --------------------- | ----- | ----- | ----- |
| 29 août | 9 h 57  | Fang Jen-yu           | 0–2   | Muhammad Fareez Anuar | 14–21 | 18–21 |       |
| 29 août | 12 h 26 | Taiyo Imai            | 0–2   | Dheva Anrimusthi      | 18–21 | 14–21 |       |
| 30 août | 13 h 3  | Fang Jen-yu           | 1–2   | Taiyo Imai            | 21–15 | 11–21 | 19–21 |
| 30 août | 16 h 3  | Muhammad Fareez Anuar | 2–1   | Dheva Anrimusthi      | 14–21 | 21–19 | 21–19 |
| 31 août | 16 h 3  | Fang Jen-yu           | 0–2   | Dheva Anrimusthi      | 14–21 | 18–21 |       |
| 31 août | 16 h 5  | Muhammad Fareez Anuar | 2–1   | Taiyo Imai            | 17–21 | 21–17 | 21–17 |

### Phase à élimination directe
|  |                             |              |                     |              |                      |                               |    |             |        |        |        |        |
|  | Demi-finales                | Demi-finales | Demi-finales        | Demi-finales | Demi-finales         |                               |    | Finale      | Finale | Finale | Finale | Finale |
|  | 1er septembre               |              |                     |              |                      |                               |    |             |        |        |        |        |
|  |                             |              |                     |              |                      |                               |    |             |        |        |        |        |
|  | Cheah Liek Hou (MAS)        | A1           | 21                  | 21           |                      |                               |    |             |        |        |        |        |
|  | Cheah Liek Hou (MAS)        | A1           | 21                  | 21           | 2 septembre          |                               |    |             |        |        |        |        |
|  | Dheva Anrimusthi (INA)      | B2           | 17                  | 17           |                      |                               |    |             |        |        |        |        |
|  | Dheva Anrimusthi (INA)      | B2           | 17                  | 17           | Cheah Liek Hou (MAS) | A1                            | 21 | 21          |        |        |        |        |
|  | 1er septembre               |              |                     |              | Cheah Liek Hou (MAS) | A1                            | 21 | 21          |        |        |        |        |
|  |                             |              | Suryo Nugroho (INA) | A2           | 13                   | 15                            |    |             |        |        |        |        |
|  | Suryo Nugroho (INA)         | A2           | Suryo Nugroho (INA) | A2           | 13                   | 15                            | 21 | 14          | 21     |        |        |        |
|  | Suryo Nugroho (INA)         | A2           |                     |              |                      |                               | 21 | 14          | 21     |        |        |        |
|  | Muhammad Fareez Anuar (MAS) | B1           | 12                  | 21           | 6                    |                               |    |             |        |        |        |        |
|  | Muhammad Fareez Anuar (MAS) | B1           | 12                  | 21           | 6                    | Match pour la troisième place |    |             |        |        |        |        |
|  |                             |              |                     |              |                      |                               |    |             |        |        |        |        |
|  |                             |              |                     |              |                      |                               |    | 2 septembre |        |        |        |        |
|  |                             |              |                     |              |                      |                               |    |             |        |        |        |        |
|  | Dheva Anrimusthi (INA)      | B2           | 17                  | 21           | 21                   |                               |    |             |        |        |        |        |
|  | Dheva Anrimusthi (INA)      | B2           | 17                  | 21           | 21                   |                               |    |             |        |        |        |        |
|  | Muhammad Fareez Anuar (MAS) | B1           | 21                  | 19           | 12                   |                               |    |             |        |        |        |        |